# Musiktitel
Ein Musiktitel (im Kontext meist nur Titel) ist in der Musikindustrie und Musikwirtschaft der Werktitel eines Musikwerks, unter dem es veröffentlicht (publiziert) wird und in Hitparaden und Diskografien geführt wird. Dem Haupttitel können auch ergänzende Angaben in einem Untertitel hinzugefügt werden. Der Musiktitel unterscheidet ein Musikstück nicht nach seiner Herkunft, sondern nach seinem Inhalt und seiner Beschaffenheit. Der Ausdruck Musiktitel wird zuweilen auch für das Musikwerk selbst gebraucht („die im Radio gespielten Titel“).

## Allgemeines
Nicht nur die Musikwerke selbst, sondern auch deren Werktitel können für sich urheberrechtlichen Schutz genießen. Ein Titel bezeichnet prägnant den Inhalt eines Musikstücks und grenzt dieses von anderen Werken ab, um Verwechslungen oder Missbrauch zu vermeiden. Er repräsentiert den auf ein Minimum reduzierten Werkinhalt. Es kann daher notwendig sein, auch diesen Werktitel zu schützen.
Ein Titelschutz kann auf vier Arten gewährleistet werden, und zwar durch das Markenrecht, das Wettbewerbsrecht, das allgemeine Zivilrecht (§ 12 BGB), aber auch durch das Urheberrecht. Ein Schutz durch das Urheberrecht setzt voraus, dass es sich bei dem Titel eines Werkes um eine allgemein urheberrechtlich schutzfähige Teilleistung handelt. Die gefestigte Rechtsprechung hält zwar die Möglichkeit eines urheberrechtlichen Titelschutzes allgemein für zulässig, schränkt aber ein, dass im Normalfall die notwendige Individualität und Originalität bei einem Titel nicht gegeben ist, da er meist nur aus wenigen Worten besteht und ein Kurzsymbol für das Musikwerk selbst darstellt. Für den Schutz eines Titels ist das Urheberrecht mithin ungeeignet, so dass insbesondere im geschäftlichen Verkehr der markenrechtliche Titelschutz wirksamer ist. Im Fall unliebsamer Konkurrenz kann das Wettbewerbsrecht als Verteidigungsmittel dienen.

## Rechtliche Aspekte
Grundsätzlich entsteht ein Markenrecht an einem Musiktitel mit der Veröffentlichung des Werkes. Veröffentlichung ist nach § 12 UrhG die „öffentliche Zugänglichmachung“, also der Verkauf der Tonträger, ihre öffentliche Aufführung in Hörfunk und Fernsehen oder im Internet durch Angebot des Downloads im Wege des Music-on-Demand. Dann entsteht sowohl für das Werk als auch für seinen Titel ein Ausschließlichkeitsrecht. Zwischen dem Musikstück und seinem Titel besteht eine genetische Akzessorietät, beide sind zunächst einmal untrennbar miteinander verbunden. Demnach könnte es zur Verwechslungsgefahr zweier Werke erst kommen, wenn sie unter ihrem Titel auf dem Markt sind. Doch sind sowohl die Rechtsprechung als auch die herrschende Meinung der Auffassung, dass Schutzobjekt der §§ 5 Abs. 1 und Abs. 3, § 15 MarkenG der Titel und nicht das Werk sei. Allerdings ist es auch möglich, dass dasselbe Musikwerk gleich unter mehreren Titeln erscheint, die nicht darauf schließen lassen, dass ihnen ein einheitliches Musikwerk zugrunde liegt. So hieß der Welthit The Lion Sleeps Tonight zuvor Wimoweh und in seinem Original Mbube. Die Rechtsprechung verlangt seit 1997, dass die werbende Ankündigung eines noch unveröffentlichten Werks dessen Veröffentlichung unmittelbar vorausgehen muss.
Um den Musiktitel schon vor dem Erscheinen zu schützen (etwa während der laufenden Musikproduktion), kann der Anspruch auf so genannten vorgezogenen Werktitelschutz durch eine Titelschutzanzeige bekannt gemacht werden. Diese Anzeige hat – zeitlich begrenzt – die gleiche Wirkung wie auch das Erscheinen des Werkes. Das geplante Werk muss jedoch innerhalb einer „angemessenen Frist“ auf den Markt kommen, sonst verfällt der vorgezogene Werktitelschutz. Welche Frist angemessen ist, richtet sich nach der Art des Werkes (sechs Monate bei Tonträgern).
Titelschutzanzeigen können im Titelschutzanzeiger und Titelschutz-Journal (beides Anzeigenblätter) nach § 5 Abs. 3 MarkenG gegen Gebühr veröffentlicht werden. Der seit 1991 publizierte Anzeiger wird den Verkehrskreisen kostenlos übersandt; hierzu gehören Tonträger-Produzenten oder Hörfunk- und Fernsehsender. Eine Behörde oder eine sonstige Einrichtung für die Anmeldung von Titelschutz gibt es nicht.

## Anforderungen an einen Musiktitel
Um schützenswert zu sein, muss ein Titel ein Minimum an Unterscheidungskraft, so genannte Kennzeichnungskraft, besitzen. Unterscheidungskraft im Rahmen des Werktitelschutzes bezeichnet die Eignung eines Titels, ein Werk von einem anderen zu unterscheiden. Einem Musiktitel kommt die Funktion als Individualisierungsmittel zu, analog zum Buchtitel. Ohne Kennzeichnungskraft hat der Urheber keine Abwehransprüche gegen Dritte, die denselben Titel wählen („Liebeslied“). Die Neuheit einer Wortkombination begründet für sich gesehen noch keine hinreichende Unterscheidungskraft. Vielmehr ist einer Bezeichnung die Eintragung als Marke wegen Fehlens jeglicher Unterscheidungskraft zu versagen, wenn sie einen beschreibenden Begriffsinhalt aufweist, der für die in Frage stehenden Dienstleistungen ohne weiteres und ohne Unklarheiten als solcher erfasst wird. Verwendet ein Dritter den geschützten Musiktitel unberechtigt und entsteht hierdurch eine Verwechslungsgefahr, so kann der Werktitelschutzinhaber Unterlassung beanspruchen.

## Titelrecht im Ausland
Insbesondere Musikwerke werden international vertrieben, so dass es Alltagspraxis ist, dass ein Lied auf Tonträger gleichzeitig in anderen Ländern mit abweichenden Urheberrechtsregelungen veröffentlicht wird. In Großbritannien gilt, dass ein Titel als Teil eines geschützten Werks in den meisten Fällen bei einem anderen Werk übernommen werden kann, ohne dass es zum Vorwurf der wesentlichen Übernahme kommt (16(3)(a) des Copyright, Designs and Patents Act 1988). So gibt es dort vom Musiktitel I Need You gleich sieben Hitparadennotizen, ohne dass die zugrunde liegenden Musikwerke identisch sind. In den USA werden Musikwerke einschließlich der sie begleitenden Worte geschützt (17 U.S.C. § 102(a)(2)). Der Titel wird automatisch mit dem Musikwerk geschützt.
Generell ist in solchen Fällen mit Auslandsberührung das Internationale Kollisionsrecht anwendbar. Dann stellt sich die Frage, ob bei einem in Deutschland hergestellten Musikwerk das internationale deutsche Privatrecht gilt.

## Sonstiges
Urheberrechtlich sind Musiktitel und das von ihm verkürzt wiedergegebene Musikstück streng zu trennen, während das Musikwerk in der Umgangssprache häufig als Musiktitel bezeichnet wird. Eine entsprechende urheberrechtliche Trennung gibt es auch bei Buchtitel und Filmtitel.